# Церковь Семи Отроков Эфесских
Храм во имя семи отроков Эфесских — православный храм, находящийся на Завальном кладбище города Тобольска.

## История
Первоначальная деревянная церковь семи отроков Эфесских была построена на Завальном кладбище, согласно летописям, после 1758 года. Позже было решено построить каменный храм. Постройка каменного храма было начато в 1772 году. Строительство было поручено сержанту геодезии Андрею Абарину на деньги губернатора Дениса Ивановича Чичерина. Строительство храма было окончено 4 августа 1776 года. В 1800 году владыка Варлаам благословил строительство колокольни, которое затянулось на целых десять лет. Деньги на её возведение были взяты из денег пожертвованных гражданами. В 1910 году в церкви пристроен северный придел во имя Иннокентия Иркутского и Серафима Саровского. Церковь Семи отроков Ефесских — единственный из всех храмов Тюменской области, который не закрывался в тяжелые годы гонений. В 1930-е годы здесь размещался центр Тобольской епархии вплоть до её упразднения в 1937 году. После расстрела священников сторож Агриппина не отдала храм на поругание: закрывшись в храме, она безвыходно прожила в нём целый месяц, питаясь просфорами. В 1937—1943 годах, пока не был назначен настоятель храма, верующие самостоятельно собирались на молитву. Во время Великой Отечественной войны Тобольской кладбищенской церковью было собрано для фронта 110 600 рублей. В 1943 году настоятелем Тобольской Кладбищенской церкви получена телеграмма от Сталина с благодарностью за выражение патриотических чувств.